# 高野岩三郎

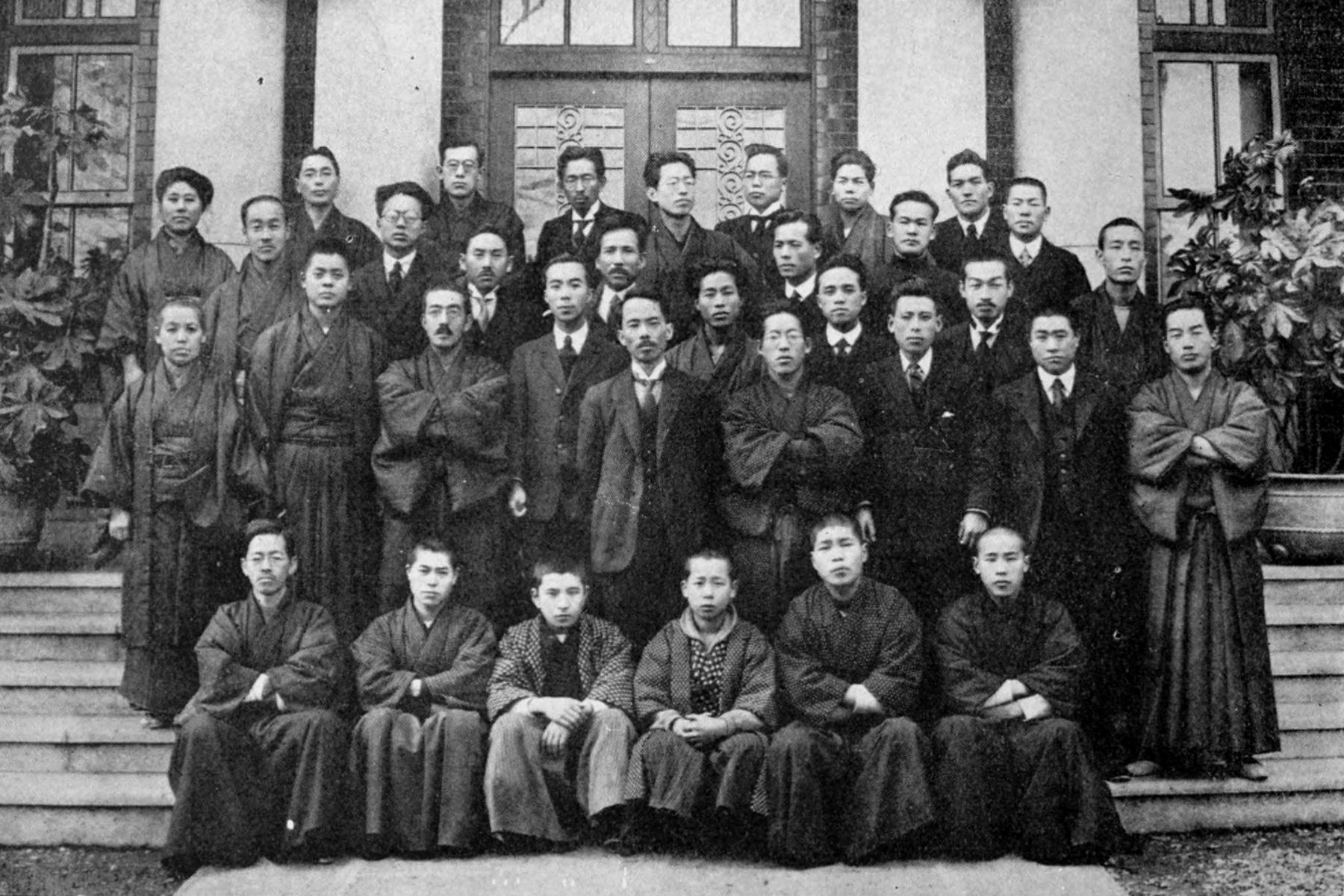
1923年当時の大原社会問題研究所員
（第2列左から3人目が高野岩三郎）

高野 岩三郎（たかの いわさぶろう、1871年10月15日（明治4年9月2日）- 1949年（昭和24年）4月5日）は、日本の社会統計学者、社会運動家。

## 経歴・人物
長崎県西彼杵郡長崎区銀屋町出身。兄は高野房太郎。慶應義塾幼稚舎、共立学校（現：開成中学校・高等学校）、第一高等学校、東京帝国大学法科大学卒業（1895年）。大学は兄のアメリカからの仕送りで何とか卒業できたという。1904年に法学博士の学位を授与される。この間1897年から和仏法律学校で講師を務め、財政学を講じた。
ミュンヘン大学留学（1899-1903年）で統計学を学び、1903年に東京帝国大学法科大学助教授（統計学）。政治学者で後に東大総長となる小野塚喜平次らと社会政策学会を設立、学会内の最左派として活動した。また日本文化人連盟を結成。東京帝大では法学部からの経済学部独立に尽力した。弟子には森戸辰男、大内兵衛、舞出長五郎など、のちに著名となる多くのマルクス経済学者がいる。
1919年、東京帝国大学経済学部成立の年に政府の要請により国際労働機関 (ILO) 代表に任命されたが、大日本労働総同盟友愛会などは労働界から選出すべきであると非難（国際労働会議代表反対運動）、同じ意見を持っていた高野は本来無関係のはずであったが筋を通して日本代表とともに東大も辞職した。
翌1920年、請われて大原社会問題研究所の設立に参加。設立時から没年まで所長を務める。大原社研では日本最初の労働者家計調査を実施、労働問題を研究。1928年12月日本大衆党が結成され委員長となるが、翌年同党は分裂。
戦後、鈴木安蔵、森戸辰男、馬場恒吾らと憲法研究会を設立、1945年12月26日、研究会は「憲法草案要綱」発表。さらに同年12月28日、高野は雑誌「新生」にて高野私案を発表した。
高野は最長老として最も過激な意見を述べたと言われる。この憲法草案要綱は、のちに連合国軍最高司令官総司令部 (GHQ) で憲法草案を作る際に参考とされ、日本国憲法との類似点が指摘される。高野はこれとは別に大統領制・土地国有化などを盛り込む日本共和国憲法私案要綱を発表。自身の所属する憲法研究会を含め、天皇制存続を容認する潮流を「囚われたる民衆」と称して批判、天皇制廃止を主張した。
1946年日本放送協会 (NHK) 第5代会長。敗戦後、GHQによる厳しい検閲に協力した5100名にも及ぶ日本人グループのリーダー格だったのが高野であり、このことが、高野の戦後初代NHK会長就任につながっている。NHKの会長に就任した高野は1946年4月30日に行われた就任挨拶で「権力に屈せず、大衆とともに歩み、大衆に一歩先んずる」とする放送のあり方を説き、民主的なNHKを目指したが、GHQの占領政策が反共に転換したこと、任期半ばにして高野自身が死去したことで挫折してしまった。
同年10月、日本太平洋問題調査会を再建し、世話人に就任した。
1948年日本統計学会初代会長。日本社会党の顧問でもあった。

## 親族
妻はミュンヘン留学中に知り合ったドイツ人女性バルバラ・カロリナ。滞在中の1902年に娘のマリアが誕生し、1906年に日本で入籍。長女マリアはマルクス経済学者の宇野弘蔵と、三女の正子は物理学者の野上茂吉郎と結婚した。茂吉郎の両親は野上豊一郎・弥生子夫妻。

## 栄典
- 1921年（大正10年）7月1日 - 第一回国勢調査記念章[10]

## 著書
- 『財政原論』有斐閣書房、1906年
- 『統計学研究』大倉書店、1915年 ASIN B0093DZUWS
- 『本邦人口の現在及将来』通俗大学会、1916年（通俗大学文庫）NCID BN05471735
- 『社会統計学史研究 第1巻』同人社書店、1925年
- 『経済学全集』第52巻 本邦社会統計論（編）改造社、1933年
- 鈴木鴻一郎編『かっぱの屁――遺稿集』法政大学出版局、1961年 ASIN B000JAN2UQ

### 翻訳
- バステーブル『財政学』井上辰九郎共訳、東京専門学校出版部、1899年
- シドニー・ウェッブ・ベアトリス・ウエッブ（英語版）『産業民主制論』大原社会問題研究所出版部、1923年
- トマス・ロバート・マルサス『人口の原理に関する一論』大内兵衛共訳 同人社書店、1924年「人口の原理」岩波文庫
- ローベルト・フォン・モール『統計学』栗田書店、1941年（統計学古典選集）
- カール・グスタフ・アドルフ・クニース『独立の学問としての統計学』栗田書店、1942年（統計学古典選集）
- アドルフ・ケトレー『道徳的及び政治的諸科学へ応用された確率理論に就ての書簡』栗田書店、1942年（統計学古典選集）
- ゲオルク・フォン・マイヤー『社会生活に於ける合法則性』第一出版、1944年（統計学古典選集）
- ズューズミルヒ『神の秩序』森戸辰男共訳、第一出版、1949年（統計学古典選書）

## 記念論集
- 『高野岩三郎先生喜寿記念論文集 第1』久留間鮫造ら編、第一出版、1948年